# Odo van Maelcote
Odo van Maelcote (in latino Malcotius; Bruxelles, 28 luglio 1572 – Roma, 14 maggio 1615) è stato uno scienziato e matematico belga.

## Biografia
Odo van Maelcote era il figlio maggiore di Johannes van Maelcote, professore di diritto canonico e civile presso l'Università di Lovanio e di Marie Viron. Dopo il diploma di scuola superiore entrò nel noviziato dei Gesuiti a Tournai il 12 febbraio 1590. Studiò presso l'Università di Douai, dove fu allievo di François d'Aguilon. Nel 1607 pubblicò a Bruxelles un piccolo trattato sull'astrolabio, che acquistò una certa notorietà nel mondo della scienza. Su invito di Cristoforo Clavio fu invitato a Roma per insegnare al Collegio Romano (1608). Qui fu assistente di Christoph Grienberger. Nel 1610, le autorità della Chiesa chiesero a Grienberger, Clavio, Paolo Lembo e van Maelcote il loro parere sui nuovi fenomeni osservati da Galileo con il suo telescopio. Grienberger aveva molta simpatia per la teoria del movimento delle stelle di Galileo. Galileo fu invitato dai matematici ad un banchetto presso il Collegio Romano, durante il quale van Maelcote tenne un discorso in favore di Galileo dal titolo Nuntius Sidereus Collegii Romani (18 maggio 1611). Tuttavia ai tre scienziati fu ordinato da Claudio Acquaviva, preposito generale della Compagnia di Gesù, di difendere la visione aristotelica dell'universo. Nel 1611 van Maelcote si trasferì a Bruxelles. Dal dicembre 1612 al 1614 tenne una corrispondenza scientifica con Keplero. Tornato a Roma lavorò presso l'Osservatorio del Collegio Romano. Morì il 14 maggio 1615 a Roma all'età di 43 anni.

## Fonti
- Carlos Sommervogel, Bibliothèque de la Compagnie de Jésus, vol. 5, Bruxelles, Oscar Schepers, 1894,  pp. 281-282.